# Superliga (calcio femminile Russia)
La Superliga (in russo Суперлига?), nota fino al 2019 come Vysšij Divizion (высший дивизион in russo), è la massima serie del campionato russo femminile di calcio. La prima stagione fu nel 1992 e attualmente partecipano 8 squadre.
La Superliga ha cadenza annuale, inizia solitamente ad aprile e termina a novembre. Lo Zvezda 2005 Perm' ha vinto il maggior numero di campionati (6), mentre lo Zenit San Pietroburgo è la squadra campione in carica. Per la stagione calcistica 2020-2021 la Superliga è stata il quindicesimo campionato di calcio femminile in Europa secondo il ranking stilato dall'UEFA.

## Storia
La Vysšij Divizion fu fondata nel 1992. Prima della dissoluzione dell'Unione Sovietica erano state disputate due stagioni della massima serie del campionato russo femminile di calcio, vinte nel 1990 dal Niva Baryševka e nel 1991 dal Tekstilščik Ramenskoe. Alla prima edizione della Vysšij Divizion parteciparono 15 squadre e il campionato fu vinto dall'Interros Mosca. Il numero di squadre partecipanti al campionato è andato variando negli anni a causa di ritiri di varie squadre. Negli anni novanta e nei primi anni duemila il campionato è stato vinto per cinque volte dall'Energija Voronež e per quattro volte dal CSK VVS Samara, con una doppietta del Rjazan' nelle stagioni 1999 e 2000. Dopo l'unica vittoria del Lada Togliatti nel 2004, la Vysšij Divizion ha visto i trionfi del Rossijanka e dello Zvezda 2005 Perm'. Nel 2011 l'avvio della stagione era stato spostato all'autunno per finire nella primavera dell'anno seguente. Questo formato durò per due sole stagioni, infatti al termine della stagione 2012-13 era stato deciso di tornare alle stagioni annuali dalla primavera all'autunno. Per la stagione 2014 la formula del campionato prevedeva due fasi, in cui per la seconda fase le squadre venivano divise in due gruppi: un gruppo per decretare la squadra campione e le qualificazioni alla UEFA Women's Champions League e un altro gruppo per definire le squadre retrocesse in 1.Division. Nella stagione 2015 si è tornati a una stagione regolare, ma con doppio girone all'italiana.
Nel 2020 è stata attuata una riforma che ha portato a rinominare il torneo come Superliga.

## Formato
La formula del campionato è stata fino al 2019 un doppio girone all'italiana con gare di andata e di ritorno, con apertura ad aprile e conclusione a novembre. Per la stagione 2020, a causa della pandemia di COVID-19, il campionato è stato ridotto ed è stato disputato un singolo girone all'italiana tra le 8 squadre partecipanti, per un totale di 14 giornate. Il sistema di assegnazione del punteggio prevede 3 punti per la squadra vincitrice dell'incontro, 1 punto a testa in caso di pareggio e nessun punto per la squadra sconfitta. Le prime due classificate accedono alla UEFA Women's Champions League della stagione successiva. Non sono previste retrocessioni.

## Le squadre

### Organico attuale
Alla stagione 2021 partecipano le seguenti 10 squadre:
- Čertanovo
- CSKA Mosca
- Enisej
- Krasnodar
- Lokomotiv Mosca
- Rjazan'-VDV
- Rostov
- Rubin Kazan'
- Zenit San Pietroburgo
- Zvezda 2005 Perm'

## Albo d'oro
- 1992  Interros Mosca (1º)
- 1993  CSK VVS Samara (1º)
- 1994  CSK VVS Samara (2º)
- 1995  Ėnergija Voronež (1º)
- 1996  CSK VVS Samara (3º)
- 1997  Ėnergija Voronež (2º)
- 1998  Ėnergija Voronež (3º)
- 1999  Rjazan'-VDV (1º)
- 2000  Rjazan'-VDV (2º)
- 2001  CSK VVS Samara (4º)
- 2002  Ėnergija Voronež (4º)
- 2003  Ėnergija Voronež (5º)
- 2004  Lada Togliatti (1º)
- 2005  Rossijanka (1º)
- 2006  Rossijanka (2º)
- 2007  Zvezda 2005 Perm' (1º)
- 2008  Zvezda 2005 Perm' (2º)
- 2009  Zvezda 2005 Perm' (3º)
- 2010  Rossijanka (3º)
- 2011-2012  Rossijanka (4º)
- 2012-2013  Zorkij Krasnogorsk (1º)
- 2013  Rjazan'-VDV (3º)
- 2014  Zvezda 2005 Perm' (4º)
- 2015  Zvezda 2005 Perm' (5º)
- 2016  Rossijanka (5º)
- 2017  Zvezda 2005 Perm' (6º)
- 2018  Rjazan'-VDV (4º)
- 2019  CSKA Mosca (1º)
- 2020  CSKA Mosca (2º)
- 2021  Lokomotiv Mosca (1º)
- 2022  Zenit San Pietroburgo (1º)
- 2023  Zenit San Pietroburgo (2º)
- 2024  Zenit San Pietroburgo (3º)

## Statistiche

### Titoli per squadra
| Squadra               | Titoli | Anni                               |
| --------------------- | ------ | ---------------------------------- |
| Zvezda 2005 Perm'     | 6      | 2007, 2008, 2009, 2014, 2015, 2017 |
| Ėnergija Voronež      | 5      | 1995, 1997, 1998, 2002, 2003       |
| Rossijanka            | 5      | 2005, 2006, 2010, 2011-2012, 2016  |
| CSK VVS Samara        | 4      | 1993, 1994, 1996, 2001             |
| Rjazan'-VDV           | 4      | 1999, 2000, 2013, 2018             |
| Zenit San Pietroburgo | 3      | 2022, 2023, 2024                   |
| CSKA Mosca            | 2      | 2019, 2020                         |
| Interros Mosca        | 1      | 1992                               |
| Lada Togliatti        | 1      | 2004                               |
| Zorkij Krasnogorsk    | 1      | 2012-2013                          |
| Lokomotiv Mosca       | 1      | 2021                               |